# Marie Helene Anschütz
Marie Helene Anschütz (* 1985 in Darmstadt) ist eine deutsche Theaterregisseurin, Autorin und Bloggerin.

## Leben
Marie Helene Anschütz hospitierte zu Schulzeiten am Staatstheater Darmstadt. Nach ihrem Abitur studierte sie Germanistik und Literaturwissenschaft in Köln und Frankfurt am Main.
2005 assistierte sie bei den Städtischen Bühnen Köln, dem Bremer Musical Theater, den Gandersheimer Domfestspieles, dem Staatsoper Hannover und den Städtischen Bühnen Münster. Sie assistierte u. a. den Regisseuren Philipp Kochheim, Calixto Bieito, Dirk Böhling und Monique Wagemakers. Für die Salzburger Festspiele leitete sie 2008 das Gastspiel von Claus Guths Figaros Hochzeit in Japan. Es folgten Inszenierungen, Co-Regiearbeiten, eine Musicaluraufführung, szenische Liederabende, Regieübernahmen und Theater-Workshops für Kinder. Von 2008 bis 2010 war sie als feste Regieassistentin und Spielleiterin der Oper am Nationaltheater Mannheim beschäftigt.
Seit der Spielzeit 09/10 arbeitet Anschütz als freischaffende Regisseurin an Theatern wie dem Konradhaus Theater Koblenz, dem Nationaltheater Mannheim, der TourneeOper e.V., dem Internationalen Waldkunstpfad Darmstadt, den Landungsbrücken Frankfurt, dem Staatstheater Darmstadt, dem Landestheater Eisenach und der Landesbühne Niedersachsen Nord.
Seit 2015 führt sie den Eisenacher Lifestyle-Blog Der Zauberer von Ost mit den Themen Kultur, Familie und Mode. 2016 folgte das Projekt HiER+DA über die Darmstädter Kulturszene. Seitdem arbeitet sie als freie Texterin und Social Media Managerin u. a. für die Deutsche Akademie der Darstellenden Künste, Point+Talk, Wolf Werk.
Von 2015 bis 2017 war Anschütz als Kolumnistin für die Thüringer Allgemeine Eisenach tätig. Außerdem schreibt sie die Kolumne Helee pingt für das PING-Magazin.
Auf ihrem persönlichen Blog Allbouthelene.com schreibt sie über Kunst und Kultur. Ihre zentrale Frage ist „Wie digital ist die Kunst?“. Seit 2019 ist Marie Helene Anschütz am Staatstheater Mainz für die Onlinekommunikation verantwortlich.
Marie Helene Anschütz ist mit Boris C. Motzki verheiratet, mit dem sie zwei Töchter hat. Sie lebt in Darmstadt.

## Inszenierungen
- Gandersheimer Domfestspiele: Danke für die Lieder (2008)
- Theater Konradhaus Koblenz: Albaum/Jacobs, Einmal nicht aufgepaßt (2009)
- Nationaltheater Mannheim: Swing-Liederabend im Wohnzimmer (2010)
- TourneeOper e.V: Nikolaus Schapfl Der kleine Prinz (2011)
- Internationaler Waldkunstpfad: Überschreibung nach Lewis Carroll von Boris C. Motzki Alice im Wunderwald (2012)[8]
- Landungsbrücken Frankfurt: Gesine Danckwart girlsnightout Revue Bearbeitung (2013)[8]
- Colosseum Theater, Essen: Romanza Musicalgala / Da Capo Magazin (2013)
- Staatstheater Darmstadt Karneval der Tiere / Camille Saint-Saëns (2013)
- Staatstheater Darmstadt; Jack und die Bohnenranke / Joseph Jacobs (2014)
- Landestheater Eisenach: Illusionen - Alexandras Leben / Marc Boettcher (2015)
- Landestheater Eisenach: Eine Mittsommernachtssex-Komödie / Woody Allen (2015)[9]
- Landestheater Eisenach: Lale oder die Geschichte von Lili Marleen / Dirk Böhling (2016)[10]
- Landesbühne Niedersachsen Nord: Spamalot / Monty Python / 2017[11][12]